# 서울헤럴드
서울헤럴드(러시아어: Сеульский вестник)는 대한민국의 수도 서울에서 발행되고 있는 러시아어신문이다. 비정기적으로 나가고 있다.
1998년 2월에 창립되었다.
발행인은 송범식이다.
편집자들은 안드레이 레빈(러시아어: Андрей Левин, 1998년), 타티야나 가브루센코(러시아어: Татьяна Габрусенко, 1999년—2000년), 예브게니 슈테판(러시아어: Евгений Штефан, 2001년부터)이다.

## 참고 문헌
1. ↑  “Концевич Л.Р. Российские центры корееведения”. 2007년 10월 27일에 원본 문서에서 보존된 문서. 2007년 10월 27일에 확인함.